# 天门增六
室女座75，又名BD-14 3739，HD 117789、SAO 157998、HR 5099，是室女座的一颗恒星，视星等为5.55，位于銀經317.47，銀緯46.34，其B1900.0坐标为赤經13h 27m 30.9s，赤緯-14° 46.34′ 55″。